# ハッソー・フォン・エッツドルフ

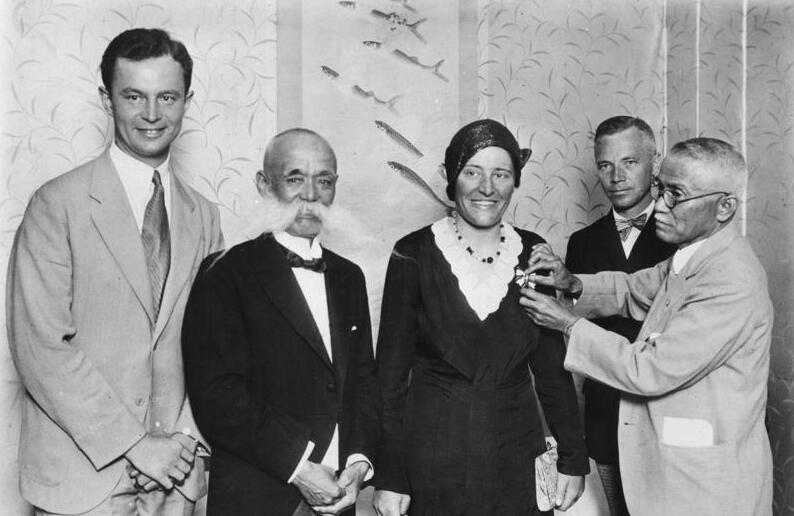
1931年、東京でのマルガの歓迎会にて（左端）。
右に立つのは長岡外史。

ハッソー・フォン・エッツドルフ（ドイツ語:Hasso von Etzdorf、1900年3月2日 - 1989年7月2日）は、ドイツの外交官。

## 生涯

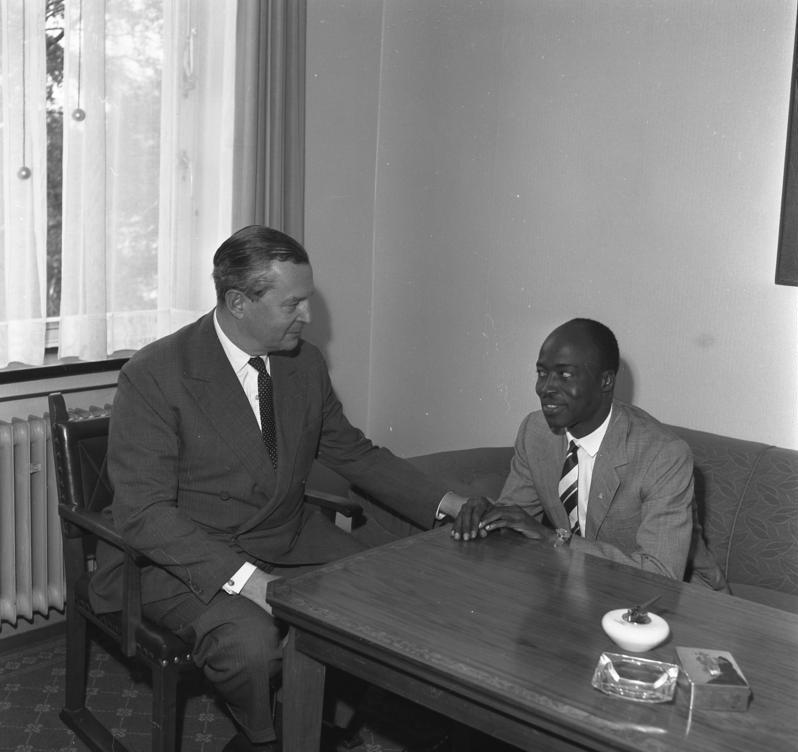
ギニアラジオ情報局長のE.トゥーレと会談するエッツドルフ（1960年）

ハッソー・フォン・エッツドルフは、オスターラントの貴族であるエッツドルフ家に生まれた。プロイセンの高等行政官リューディガー・エッツドルフの子息である。ウルリッヒ・フォン・エッツドルフの甥で、パイロットのマルガ・フォン・エッツドルフの叔父に当たる。
第一次世界大戦に参戦し、1918年当時の階級は中尉だった。その後ゲッティンゲン大学で法学と経済学を学び、1922年に法学博士号を取得する。1919年よりドイツ国家人民党(DNVP)党員となる。1924年からは鉄兜団、前線兵士同盟にも加入した。
1928年5月、ドイツ外務省に入省し、1931年に東京駐在の外交官となる（駐日ドイツ大使館付書記官）。1935年に福島県会津若松の飯盛山に白虎隊を顕彰する「ドイツ記念碑」を寄贈した。ただし、碑が完成したときにはエッツドルフは日本を離任しており、彼自身は（太平洋戦争後に再度設置されてからも含め）一度も現地で碑を目にしたことはなかった。
1933年6月1日にナチス党に入党した。1934年10月に、外務大臣コンスタンティン・フォン・ノイラートの私設秘書となる。1937年2月、大使のウルリッヒ・フォン・ハッセルと同格の外交官としてローマ駐在となる。1938年1月30日、突撃隊に加入し、最終階級は中佐だった。
1938年6月、外務省人事部に異動した。1939年9月からは、予備役の騎兵大尉として、外務次官エルンスト・フォン・ヴァイツゼッカーと参謀総長フランツ・ハルダーの連絡役を務めた。アプヴェーア局長のヘルムート・グロスクルトと外務大臣官房長のエーリッヒ・コルトとともに、文書"Das drohende Unheil"（「険悪な災害」）を起草した。これは計画中のナチス・ドイツのフランス侵攻に対して、軍の指導者に反逆を呼びかけるものだった 。
1938年2月から、エッツドルフはフォン・ハッセルや エドゥアルト・ワグナーといった反ヒトラーの有力高官と密接に連絡を取っていたが、反フランス侵攻キャンペーンの後にエッツドルフはそうした任務をやめた。1944年7月20日の政府転覆計画（7月20日事件）には準備に積極的に関与していなかった。しかし、エッツドルフはヴォルフスシャンツェ本部でエドゥアルト・ワグナー将軍の指示により暗殺未遂が起きた際、1944年7月19日に友人で同僚のヴェルナー・フォン・シュミーデンに、24時間以内に事件が起きると告げた。暗殺計画の失敗をシュミーデンはエッツドルフに伝えた。
1945年2月、エッツドルフはジェノヴァ総領事に任命され、ヒトラーからの港湾施設や工業施設を破壊する命令を実行可能な立場だったが、ギュンター・マインホルト将軍は破壊工作を拒絶した。終戦から1947年8月までエッツドルフは抑留された。彼の非ナチ化については具体的に知られていない。1950年からエッツドルフはドイツ連邦共和国外務省に勤務した。1956年から1958年までカナダ大使、1961年から1965年までイギリス大使を務めた。

## その他
1933年から1941年まで、ドイツのジャーナリストとして駐日ドイツ大使館に出入りしたソビエト連邦のスパイであるリヒャルト・ゾルゲは、1936年3月にドイツの新聞「フランクフルター・ツァイトゥング」に特派員として自らを売り込んだ際の手紙で、自分の身元照会先として、当時の駐日大使ヘルベルト・フォン・ディルクセンや（ディルクセンの後任大使となる）オイゲン・オットとともに「帝国外務大臣書記官 H・フォン・エッツドルフ」の名を挙げている。

## 関連文献
- Rainer Blasius (Hrsg.): Hasso von Etzdorf. Ein deutscher Diplomat im 20. Jahrhundert. Haumesser, Zürich 1994, ISBN 3-9520313-1-3.
- Eckart Conze, Norbert Frei, Peter Hayes und Moshe Zimmermann: Das Amt und die Vergangenheit. Deutsche Diplomaten im Dritten Reich und in der Bundesrepublik. Karl Blessing Verlag, München 2010, ISBN 978-3-89667-430-2.
- Maria Keipert (Red.): Biographisches Handbuch des deutschen Auswärtigen Dienstes 1871–1945. Herausgegeben vom Auswärtigen Amt, Historischer Dienst. Band 1: Johannes Hürter: A–F. Schöningh, Paderborn u. a. 2000, ISBN 3-506-71840-1.
- Rainer Blasius: Hasso von Etzdorf – vom Königlich Preußischen Leutnant zum Botschafter der Bundesrepublik. In: Sebastian Sigler (Hrsg.): Corpsstudenten im Widerstand gegen Hitler. Duncker & Humblot, Berlin 2014. ISBN 978-3-428-14319-1, S. 115–140.